# NK Ban Jelačić Vukovina
NK Ban Jelačić je nogometni klub iz mjesta Vukovina.
Trenutačno se natječe u 1. Zagrebačkoj županijskoj ligi.
Prethodno se zvao Borac.